# 坛同镇
罈同镇，中華人民共和國四川省鄰水縣下辖的一个乡镇级行政单位。位於四川省鄰水縣西南部，境內西北部是山地，最高峰油家山海拔768米。其餘大部屬丘陵，地形起伏較大。總面積38.8平方公里，其中耕地面積22102畝，山林面積3800畝。土壤多為沙壤，肥力中等。御臨河經東部流入子中鄉，較大水利工程有涼橋大堰，可灌田兩千畝。氣候溫和，雨量適中，歷年常有伏旱。以農業經濟為主。
原黑灘鄉在1940年代為罈同鎮的一部份，屬四區所轄，1953年從罈同鄉中分出，設置白果鄉。1958年改為白果人民公社。1981年更名為黑灘公社。境內東部是山區，山勢平緩。最高峰張立山，海拔七百六十四米。其餘大部為丘陵。 總面積32平方公里，其中耕地面積8971畝，森林面積3900畝。土壤多為紫色土，肥力中等。御臨河沿西部流過，水急灘多，河上修有五洞橋水電站，裝機容量七百五十瓩。境內氣候溫和，雨量適中，歷年常有伏旱。

## 地名由來
- 罈同鎮駐地罈子壩。罈子壩場口處，溪水衝擊石壁，形成壇狀深潭，附近河壩較寬，故名罈子壩，地因以為名。後因該鄉與同樂合并為罈同鎮，以後雖然分開，仍稱罈同。
- 原黑灘鄉駐地劉家壩。境內小河上有一陡石灘，兩旁懸岩夾峙，林木蓊鬱，蘆葦叢生，灘下水潭墨綠，取名黑灘子，因以為名。

## 歷史沿革
- 清代道光年間，為罈子壩場。
- 民國4年(1915年)，縣設六保衛區，為第四保衛區罈子鄉。
- 民國24年(1935年)7月1日，將6個區合併為3個區，為鄰水縣第三區，罈子鄉和同樂鄉合併為罈同鎮。
- 民國29年(1940年)3月1日，實行新縣制，為鄰水縣第四區罈同鎮。
- 民國31年(1942年)1月6日，為鄰水縣第五區罈同鄉，轄24保、231甲。
- 1949年12月21日，成立鄰水縣人民政府，為鄰水縣罈同區，轄罈同、高興、牟家、合豐、九峰等5個鄉。
- 1950年7月30日，改地名區為序數排列，將鄰水縣罈同區改為鄰水縣第二區。10月，改保24保為24村，改甲為鄰。
- 1951年6月9日，重新調整原有區鄉，鄰水縣第四區轄罈同、高興鄉。
- 1953年4月24日，增劃鄉鎮，第四區轄罈子、雙水、同樂、白果、高灘、七孔、接龍、子中等8個鄉。
- 1953年9月4日，繼續增劃鄉鎮，第四區轄罈子、雙水、同樂、白果、高灘、七孔、接龍、子中、石壩、華鎣、沙壩等11個鄉。
- 1956年1月24日，將序數排列區名改為地名區名，縮編鄉鎮，罈同區轄罈同、白果、子中、七孔、同樂、華鎣、高灘等7個鄉。
- 1958年10月，建立人民公社。
- 1984年1月25日，改為鄉人民政府。
- 1985年8月12日，罈同區仍轄罈同、椿木（1981年12月14日，由同樂改名）、黑灘（1981年12月14日，由白果改名）、七孔、子中、高灘、華鎣7個鄉。
- 2019年12月，撤销九峰乡和华蓥乡，将其所属行政区域划归罈同镇管辖。[3]

## 政權沿革[4]
罈同區：「文化大革命」剛結束時，各項工作還未完全理順，罈同區革組仍然履行著行政領導職能。1978年5月，經地委批准，撤銷罈同區革組。建立罈同區公所，並任命了正、副區長。 1983年12月機構改革時，罈同區公所領導班子進行了充實調整。 
罈同鄉：1976年10月『粉碎「四人幫」後，罈同人民公社的行政組織機構仍然是革命委員會。 1981年3月，縣委決定撤銷罈同人民公社革委會，建立罈同人民公社管理委員會，管委會設主任、副主任。1984年1月，根據中共中央體制改革要求，縣委又決定撤銷罈同人民公社管委會，建立罈同鄉人民政府。

## 行政区划
罈同镇下辖以下地区：
坛子坝社区、黄桷冲村、陡水坡村、滩口村、罗家庙村、五洞桥村、瓜儿滩村、硫磺沟村、青龙村、百灵庙村、晒谷山村、芭茅村、石墙嘴村、天才门村、白洋坝村、老菜坝村、新拱桥村、蓼叶寺村、枷档湾村和蜂子岩村。
2020年，將原罈同、黑灘、華鎣、九峰鄉所轄共28個村撤併為18個，其中羅家廟村和五洞橋村合併為羅家廟村；硫磺溝村和瓜兒灘村合併為硫磺溝村；青龍村和蜂子岩村合併為青龍村；百靈廟村和曬穀山村合併為百靈廟村；石牆咀村和芭茅村合併為石牆咀村；天才門村和老菜壩村合併為天才門村；枷檔灣村和蓼葉寺村合併為蓼葉寺村；鐮刀灣村和涼橋村合併為鐮刀灣村；作坊溝村和石門坎村合併為華鎣村；方井村和獅子洞村合併為方井村；陡水坡村改為陡水坡社區；黃桷沖村改為黃桷沖社區；保留罎子壩社區、灘口村、白羊壩村、新拱橋村、九峰村、金坪村、紅星村。

### 罈同鄉
罈同鄉1950年改保為村時，共轄有24個村（包括同樂鄉、華鎣鄉、黑灘鄉、子中鄉部分地區），其中1-14村即以下14村，共131個生產隊。分別是
1. 一村，青龍村，有12個生產隊，境內有周家咀、蓮花壩、小河口、趙家壩等地。
2. 二村，陡水坡村，有9個生產隊，境內有陡水坡、大咀等地。
3. 三村，百靈廟村，有13個生產隊，境內有石廟子、少坪、何家坪、榮家壪、大茅坡、三角灘、羅家咀等地。
4. 四村，曬穀山村，有9個生產隊，境內有新天坪子、大岩洞、曬穀山等地。
5. 五村，芭茅村，有8個生產隊（1隊楊家洞、2隊茨竹院子、3隊柏樹壪子、4隊向陽屋基、5隊油菜溝、6隊羅家山、7隊天燈梁子、8隊小堰壩），境內有芭茅洞、天燈梁子、向陽屋基、楊家洞、羅家山等地。
6. 六村，石牆咀村（1950年代叫涼風村），有13個生產隊（1隊彭家壪、2隊老鴰溝、3隊廖家壪、4隊臺子壪、5隊桐麻溝、6隊堰塘壪、7隊徐家壪、8隊石牆咀、9隊周家嘴、10隊任家咀、11隊馬路邊、12隊磚房子、13隊靛廠溝），境內有石牆咀、堰塘壪、任家咀、廖家壪等地。
7. 七村，天才門村，有9個生產隊，境內有雙水井、長溝、周家壪等地。
8. 八村，白羊壩村，有7個生產隊（1隊唐家壪 、2隊後碑喻家壪、3隊喻家壪、 4隊鍋鏟壪、5隊龔家壪、6隊楊家壪、7隊陳家壩），境內有白羊壩等地。
9. 九村，老菜壩村，有7個生產隊，境內有老菜壩、賀家埡口、下觀音、大興寨、向家堂等地。
10. 十村，新拱橋村，有11個生產隊，境內有簡家溝、喻家壪、油家山、新拱橋等地。
11. 十一村，蓼葉寺村，有7個生產隊，境內有孫家壪、田家壪、蓼葉寺等地。
12. 十二村，枷檔壪村，有7個生產隊，境內有桐子壪、沈家壪、騎龍壪、枷檔壪等地。
13. 十三村，蜂子巖村，有9個生產隊（1隊梅子溪张家壪、2隊新屋咀、3隊天坪丘、4隊后背壪、5隊老屋壪、6隊骑龙壪、7隊高家壪、8隊新屋壪、9隊楼袱壪），境內有新屋壪、張家壪、天門丘、蜂子巖、思治橋等地。
14. 十四村，黃桷沖村，有10個生產隊，境內有黃桷沖、大冲咀等地。

### 黑灘鄉
1953年由罈同鄉分拆部分建鄉。原黑灘鄉轄5個村，50個生產隊，分別是
1. 一村（罈同鄉16村），灘口村，有16個生產隊，境內有楊家坪、坪上、高山坪、柏木塘、蓼葉塘、陳家壪、沙灘子、河水壩、灘口等地。
2. 二村（罈同鄉17村），羅家廟村，有14個生產隊，境內有高咀、張家壪、竹林壪、蘇家溝、飛山廟、羅家廟等地。
3. 三村（罈同鄉18村），五洞橋村，有5個生產隊，境內有五洞橋、圓灘、黑灘子等地。
4. 四村（罈同鄉18村），瓜兒灘村，有6個生產隊，境內有曾家壪、氊帽寨等地。
5. 五村（罈同鄉19村部分，其餘部分劃歸子中鄉西樂村、沙壩子村），硫磺溝村，有9個生產隊，境內有鍾壪、萬家溝、流水溝、上劉家壩、石家山、岩子洞、李家壪等地。

### 華鎣鄉
原華鎣鄉有4個村，29個生產隊。分別是
1. 作坊溝村（原中心大隊），有8個生產隊，境內有周家塘、雙河屋基等地。
2. 石門坎村（原前進大隊），有11個生產隊，境內有新房子、石壩子、茨竹院子、翹角寨、紅廟子、石門坎等地。
3. 涼橋村，有6個生產隊，境內有蕁麻壪、羅家壪、楊家壪、寇家漕等地。
4. 鐮刀壪村（原勝利大隊），有7個生產隊，境內有油房溝、田壩子、郭家漕等地。

### 九峰鄉
原九峰鄉有5個村．55個生產隊。分別是
1. 九峰村（原新華大隊），有13個生產隊，境內有九峰寺、藍家坡、大田埡口、杜干槽、餘長溝、林家壪、曹家壪、茶林坡、文家漕等地。
2. 金坪村，由金星和大坪高級社合併取名，有11個生產隊，境內有昌家漕、郭家壪、梁子上、大坪壪、朱家壪、尖山大壪、劉家壪等地。
3. 紅星村，由紅旗和水星高級社合併取名，有14個生產隊，境內有金竹、何家壪、玉合壪、堂尾、毛壩子、下賀家壪、鍾家壪、孔家坪、箐林、上賀家壪、張立山、將軍寨等地。
4. 方井村（原中心大隊），有8個生產隊，境內有四方井、馮家岩、聶家壪等地。
5. 山溝村（后改名獅子洞村，原和平大隊），有9個生產隊，境內有卓家壪下頭、夏家漕、堰塘壪、卓家壪、蓋石鞍、柴家淌、獅子洞、花房子等地。

## 方志[6]
- 《同區簡志》1冊，鄰水縣罈同區公所，程軍主編，內部印發，1983年10月，3冊16開280頁
- 《同鄉志》1冊，鄰水縣《罈同鄉志》編寫組，謝吉雲主編，內部印發，1984年4月，5冊16開261頁